# Tomocerus minor
Tomocerus minor är en urinsektsart som först beskrevs av Lubbock 1862.  Tomocerus minor ingår i släktet Tomocerus och familjen långhornshoppstjärtar. Arten är reproducerande i Sverige. Inga underarter finns listade i Catalogue of Life.